# 丁秉乾
丁秉乾，甘肅省秦州直隸州人，清朝政治人物、進士出身。
光緒十二年（1886年），参加光緒丙戌科殿試，登進士二甲18名。同年五月，改翰林院庶吉士。光緒十六年四月，散館，著以部属用。